# 威尼托大区
威尼托（義大利語：Veneto，發音：[ˈvɛːneto]，發音：[ˈvɛneto]）是意大利东北部的一个大区，人口約500萬，在意大利排名第四。其边界与伦巴第、特伦蒂诺-上阿迪杰、奥地利、弗留利-威尼斯朱利亚和艾米利亚-罗马涅接壤，在阿尔卑斯山和亚得里亚海之间。贯穿波河、阿迪杰河、布伦达河和皮亚韦河。該地區的首府是威尼斯，最大的城市是維羅納，其他的重要城市包括維羅納、帕多瓦、特雷维索、贝卢诺、罗维戈和维琴察。 
威尼托大区在公元前9世紀左右就被威尼蒂人佔據，直到公元5世紀，威尼託一直是羅馬帝國的一部分，直到它被入侵的蠻族滅亡。在中世紀，威尼托地區誕生的威尼斯共和國成為了歐洲最大、最富有、文明最先進的海上共和國和貿易帝國，並將這種繁榮維持了數個世紀，直到1797年拿破崙入侵。1815年維也納會議之後，威尼托與倫巴第合併，並併入奧地利帝國，1866年因第三次意大利戰爭，奧地利不得不放棄這片土地，威尼托因而成為了統一的意大利的一部分。 
威尼托擁有豐富的藝術和文化。具有歷史價值的建築包括獨特的威尼斯建築物及橋樑，以及不少帕拉第奧式建築的別墅。維羅納競技場是一個古羅馬的圓形競技場，傳統上專演歌劇。其他的旅遊勝地還有有耶索洛、科爾蒂納丹佩佐、加尔达湖。
除意大利語外，大多數居民還講當地的威尼斯語。自1971年起，威尼托議會將該地區的公民稱為“威尼斯人民”。第一條將威尼托定義為“自治區”，“由威尼斯人民和貝盧諾、帕多瓦、羅維戈、特雷維索、威尼斯、維羅納和維琴察省的土地組成”，同時保持“與世界各地威尼斯人的聯繫”。第2條規定了“威尼斯人民自治”的原則，並授權該地區“促進威尼斯人民和文明的歷史認同”。儘管有這些得到意大利議會批准的確認書，但威尼托並不屬於具有特殊法規的自治區，與其東北和西北部的鄰居弗留利-威尼斯朱利亞和特倫蒂諾-上阿迪傑/南蒂羅爾不同。
威尼托是著名的威尼托民族主義運動的發源地，該地區最大的政黨是威尼斯聯盟黨，它是北方聯盟黨的創始組成部分。威尼托現任主席是盧卡·扎亞，於2020年以76.8%的得票率連任。2017年舉行了自治公投：57.2%的威尼斯人參加了投票，其中98.1%的人對“進一步的自治形式和特殊條件”投了“贊成”票。
威尼託在歷史上很長一段時間內都是大規模移民的土地，如今已成為該國最大的移民接收地區之一，有487,493名外國人（佔該地區人口的9.9%；2018年1月），其中特別包括羅馬尼亞人（25.2%）、摩洛哥人（9.3%）、华人（7.1%）和摩爾多瓦人。

## 地理
威尼托是意大利面積第8大大区，總面積為 18,398.9 平方公里。 它位於意大利東北部，東與弗留利-威尼斯朱利亞接壤，南與艾米利亞-羅馬涅大區接壤，西與倫巴第大區接壤，北與特倫蒂諾-上阿迪傑/南蒂羅爾接壤。其最北角還與奧地利接壤。
威尼託大區南北延伸，從奧地利邊境到波河口，長 210 公里（130 英里）。 按面積計算，29% 的面積為山區（卡尼克阿爾卑斯山、東部多洛米蒂山和威尼斯前阿爾卑斯山）。 白雲石山脈最高的山體是馬爾莫拉達山，海拔 3,342米。 威尼斯前阿爾卑斯山海拔不高，海拔在 700 米至 2,200 米之間。 阿爾卑斯山麓地區的一個獨特地標是洞穴構造，包括裂縫和陷坑；斯普盧加德拉普雷塔（Spluga della Preta）位於維羅納省的萊西尼山，已探索深度達 985 米，是意大利最深的洞穴。 那裡的化石礦藏也很豐富。
波河谷覆蓋了威尼託大區57%的面積，從山脈一直延伸到亞得里亞海，中間僅被一些低矮的山丘所分割，它們構成了剩下的14%的領土。 平原本身又分為較高平原（佈滿礫石且不太肥沃）和較低平原（水源豐富且可耕地）。 低平原是農業生產的支柱，也是該地區人口最多的地區。
波河、阿迪傑河、布倫塔河、巴基廖內河、利文扎河、皮亞韋河和塔利亞門托河等多條河流流經該地區。 意大利最大的湖泊加爾達湖的東岸屬於威尼託大區。 海岸線長約 200 公里，其中 100 公里是沙灘。
亞得里亞海沿岸的著名地理景观是威尼斯潟湖，这里地勢平坦，有池塘、沼澤和島嶼。 南部的波河三角洲沿岸有沙洲和沙丘。 內陸部分包含最近通過運河和堤壩係統開墾的可耕地。 那裡也建了魚塘。 三角洲和潟湖是候鳥的停留地。

## 歷史

### 史前史

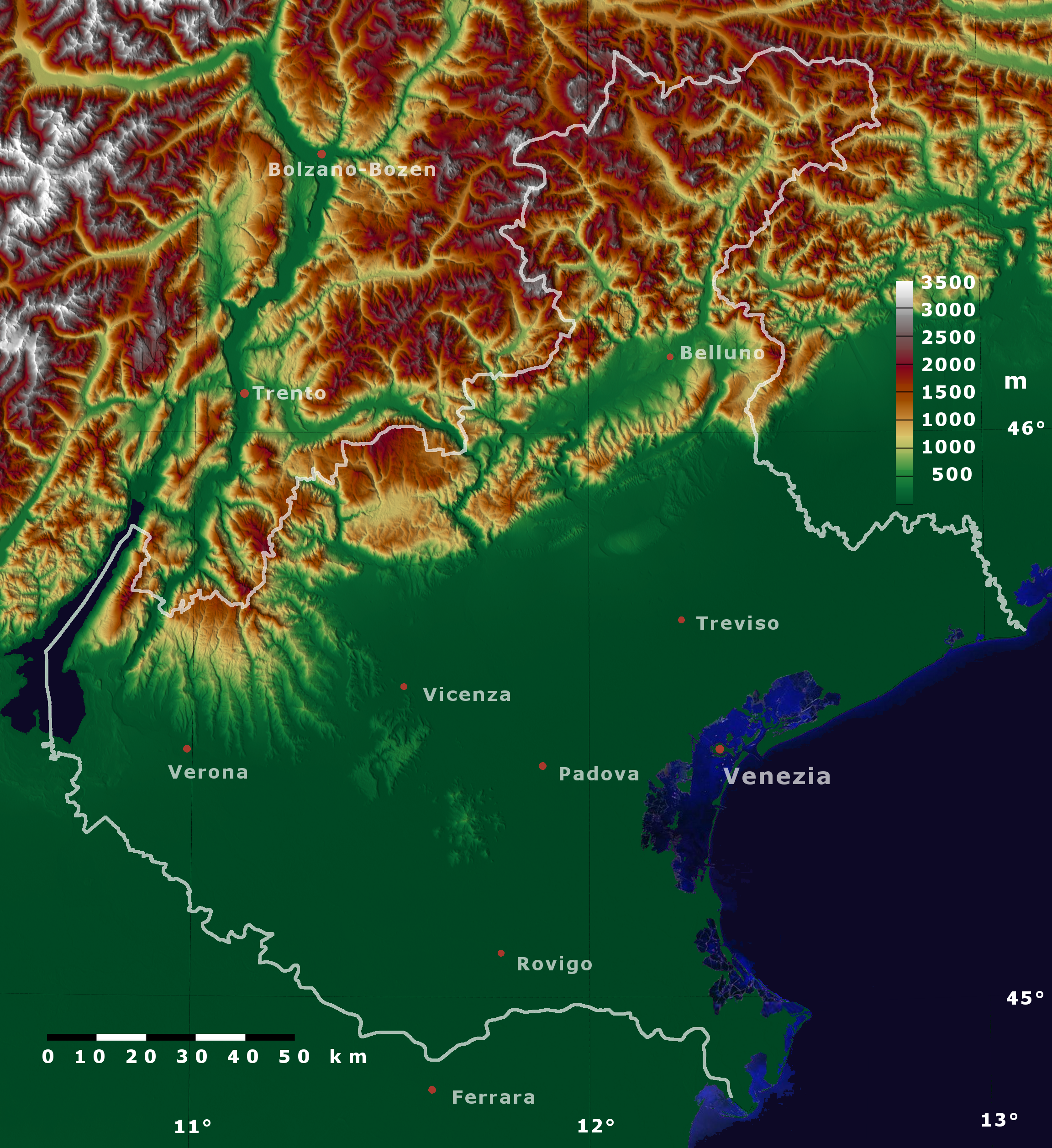
威尼托地形圖

公元前2世紀至1世紀期間，該地區居住著尤加奈（Euganei）人。古代歷史學家或許想將威尼斯人的起源與特洛伊的羅馬起源傳說聯繫起來，據他們稱，特洛伊陷落時（公元前12世紀），威尼斯人（通常稱為帕萊奧維尼蒂人）從安納托利亞的帕夫拉戈尼亞，由安特諾爾，埃涅阿斯的戰友領導逃難到此。而歷史學家將威尼斯起源與凱爾特人聯繫起來。
公元前7-6世紀，威尼托當地居民與伊特魯里亞人和希臘人發生了接觸。威尼斯文化在公元前4世紀達到了頂峰。這些古老的威尼蒂人講威尼提克語，這是一種印歐語系語言，類似於拉丁語和其他意大利語言，但又有所不同。與此同時，威尼蒂人通過琥珀貿易和馬匹飼養而繁榮起來。埃斯特、帕多瓦、奧德爾佐、阿德里亞、維琴察、維羅納和阿爾蒂諾成為威尼斯文化中心。隨著時間的推移，威尼蒂人開始採用凱爾特鄰居的服飾和某些其他習俗。

### 羅馬時期
公元前3世紀，隨著羅馬擴張並與因蘇布雷人和博伊人（凱爾特人）作鬥爭，威尼蒂人及其西部邊境的塞諾馬尼凱爾特人站在羅馬人一邊。在第二次布匿戰爭（公元前218年至202年）期間，威尼蒂人甚至派遣了一支士兵分遣隊與羅馬人並肩作戰，對抗漢尼拔和入侵的迦太基人。這些威尼蒂人絕大多數在坎尼戰役（公元前216年）中陣亡。
公元前181年，羅馬三巨頭普布利烏斯·科尼利厄斯·西庇阿·納西卡、凱厄斯·弗拉米尼烏斯和盧修斯·曼利烏斯·阿迪努斯在阿奎萊亞建立了一個拉丁殖民地，作為保護威尼蒂領土免遭敵對的卡尼和希斯特里入侵的基地。從那時起，羅馬對該地區的影響力與日俱增。公元前169年，羅馬又向阿奎萊亞派遣了1,500個殖民家庭。公元前148年，連接阿奎萊亞和熱那亞的波斯圖米亞大道竣工。公元前131年，安尼亞大道連接了阿德里亞（Adria）、帕塔維烏姆（Patavium，今帕多瓦）、阿爾提努姆（Altinum）、康科迪亞（Concordia）、阿奎萊亞（Aquileia）。
羅馬共和國逐漸將與威尼蒂人的聯盟轉變為統治關係。公元前91年的意大利叛亂之後，根據《龐培法》，威尼蒂的城市以及跨巴達尼亞的其他城市被授予了部分羅馬公民權。後來在公元前49年，《羅西亞法》授予威尼蒂人完全的羅馬公民身份。克勞迪婭大道（拉丁語：Via Claudia）於公元46年竣工，連接阿爾提努姆（Altinum，今夸爾托達爾蒂諾）、塔爾維斯姆（Tarvisium，今特雷維索）、費爾提拉（Feltria，今費爾特雷）和特里登圖姆（Tridentum，今特倫托）。從塔爾維斯姆繼續向北再進一步到達奧古斯塔·文德利科魯姆（Augusta Vindelicorum，今奧格斯堡），再從特倫托向南到達維羅納和穆蒂納（Mutina，今摩德納）。
腓立比戰役（公元前42年）結束羅馬內戰後，威尼蒂地區以及山南高盧的其他地區不再是同一個行省。公元前8至6年間，奧古斯都將意大利重組為11個地區。現代威尼託的領土以及伊斯特拉、現代弗留利和特倫蒂諾-上阿迪傑以及倫巴第東部（包括曼圖亞、克雷莫納、布雷西亞和桑德里奧等城市）成為第十區（拉丁語：Venetia et Histria）。阿奎萊亞雖然不是正式首都，但卻是該地區的主要市政當局。與此同時，在羅馬治下，帕塔維姆發展成為意大利北部最重要的城市之一。其他威尼斯城市，如奧皮特爾吉姆（Opitergium，今奧德爾佐）、塔爾維斯姆（Tarvisium，今特雷維索）、費爾提拉（Feltria，今費爾特雷）、维茨西亚（Vicetia，今維琴察）、阿特斯特（Ateste，今埃斯特）採用了拉丁語和羅馬文化。到公元一世紀末，拉丁語已經取代了原來的威尼斯語言。

### 蠻族入侵
公元166年，誇迪人和馬可曼尼人入侵威尼斯。這是許多蠻族入侵的開始。馬庫斯·奧勒留保留了意大利的地區，並通過將第十區（威尼斯和希斯特里亞）和第十一區劃歸到特蘭巴達那地區，置於律法官（iuridicus）之下，從而疊加了另一層行政管理。第三世紀末。當戴克里先廢除地區和地區並建立省時，帶來了進一步的行政變革。因此第十區成為第八省，向西擴大到阿達河，直到363年由一位校正者管轄，從368年到373年由一位駐紮在阿奎萊亞的執政官管轄。
5世紀，威尼斯和希斯特里亞仍然是意大利16個行省之一，隨後哥特人阿拉里克以及後來的阿提拉和匈人都蹂躪了該地區。公元452年，阿提拉圍攻阿奎萊亞，將其變成廢墟。許多大陸居民在附近的潟湖尋求保護，這些潟湖後來成為東部的格拉多和西部的威尼斯。繼匈人之後，東哥特人不僅入侵，還在此定居，托提拉即出生在此地。
六世紀中葉，查士丁尼大帝為東羅馬帝國重新征服了威尼斯。在拉文納設立了總主教，在奧德爾佐設立了軍事保民官。希臘-拜占庭的統治並沒有持續多久。從公元568年開始，倫巴第人翻越了朱利安阿爾卑斯山。這些入侵者將威尼西亞的領土細分為由日耳曼公爵和伯爵統治的眾多世仇，實質上造成了威尼託與弗留利的分裂。
這次入侵引發了另一波從大陸到拜占庭控制的海岸和島嶼的移民浪潮。公元643年，倫巴第人征服了拜占庭在奧德爾佐的基地，並幾乎佔領了除威尼斯和格拉多之外的整個威尼托（和弗留利）。倫巴第公國包括塞內達、特雷維索、維羅納和維琴察等36個威尼斯城市。從以“法拉”（ferra）一詞開頭的地名中可以看出倫巴第統治的痕跡。

### 中世紀
到八世紀中葉，法蘭克人取得了對該地區的政治控制，威尼託成為加洛林帝國的一部分。儘管這些日耳曼入侵者在政治上佔據主導地位，但幾個世紀以來逐漸被威尼斯人口吸收。9世紀末，弗留利侯爵貝倫加爾被選為意大利國王。在他動蕩的統治下，弗留利邊疆被併入維羅納邊疆，維羅納的領土包含了羅馬威尼斯的大部分地區。
10世紀，威尼託大陸在遭受馬扎爾人和斯拉夫人的襲擊後被併入神聖羅馬帝國。大陸公社的權力和財富逐漸增長。1167年，帕多瓦、特雷維索、維琴察和維羅納等威尼斯城市與意大利北部其他城市結成聯盟（稱為倫巴第聯盟），以維護自己的權利，對抗神聖羅馬帝國。
1183年的《第二次康斯坦茨條約》確認了1177年的《威尼斯和約》，其中各城市同意保留為帝國的一部分，只要它們對自己領土的管轄權不被侵犯。該聯盟在皇帝腓特烈二世於1250年去世後解散。這一時期還見證了意大利第二古老的大學——帕多瓦大學在1222年的成立。大約在這個時期，帕多瓦也是聖安東尼奧大學的所在地。這位深受愛戴的教士被鎮上的居民簡稱為「聖人」（義大利語：il Santo）。

### 威尼斯共和國

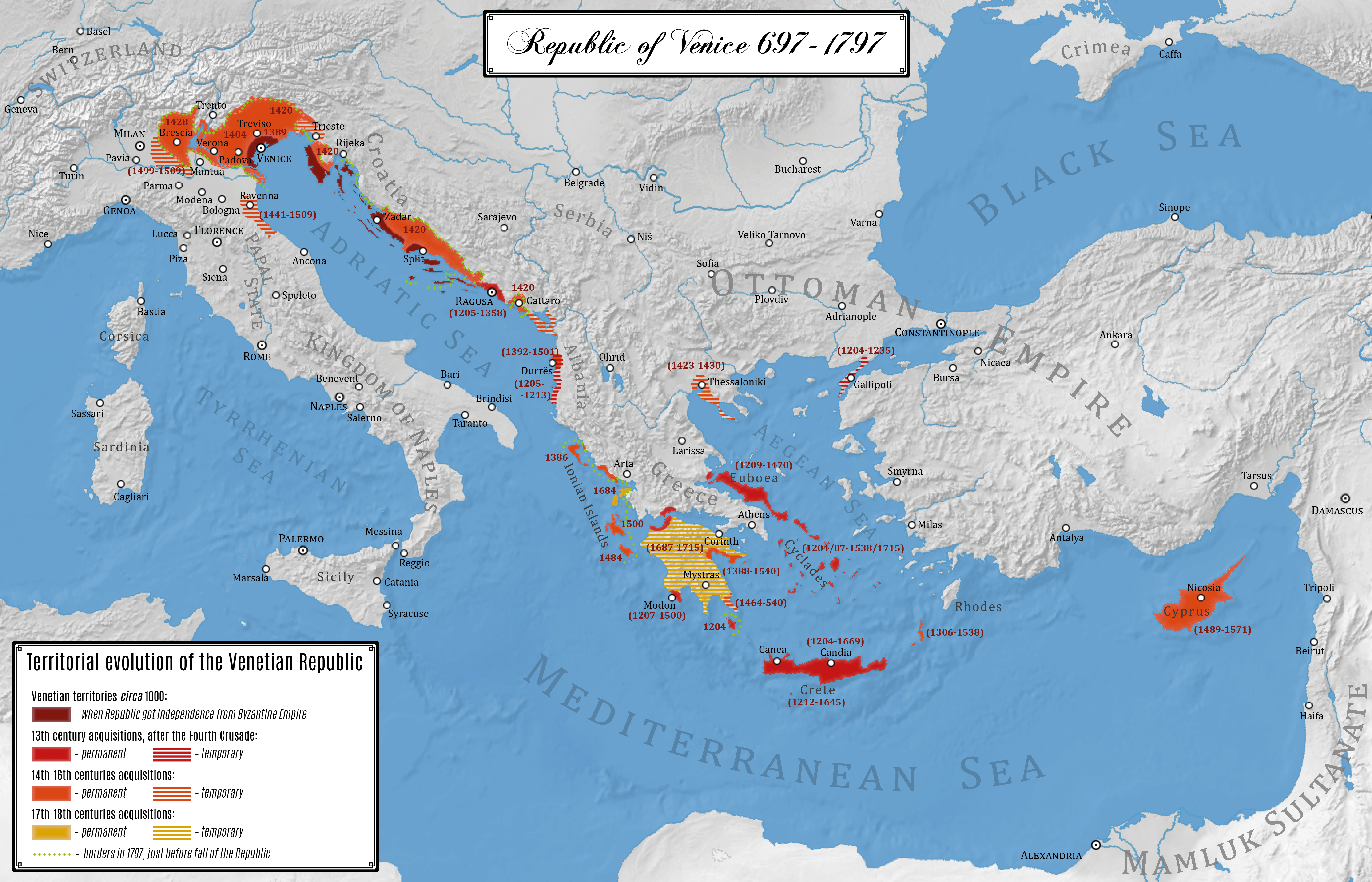
威尼斯共和國

由於野蠻人對大陸的財富感興趣，部分威尼斯人在潟湖中一些孤立且無人居住的島嶼上尋求庇護，威尼斯城就是從這些島嶼誕生的。在八世紀的拜占庭統治時期，威尼斯成為一個獨立的海上共和國，由其選出的總督統治。
共和國成為商業超級大國，其影響力貫穿中世紀和文藝復興時期。事實上，威尼斯共和國在整個地中海地區享有1100年不間斷的影響力。到16世紀，威尼斯共和國統治了威尼托、弗留利、倫巴第和羅馬涅的部分地區、伊斯特拉半島、達爾馬提亞、科孚島、凱法利尼亞島、伊薩基島和伊奧尼亞群島。從13世紀到17世紀，它佔領了克里特島，從15世紀中葉到16世紀中葉，它佔領了塞浦路斯島。
威尼斯大陸疆土導致威尼斯參與歐洲政治，特別是意大利政治。城市必須加固，兩個令人印象深刻的例子是伯羅奔尼撒的納夫普利翁和弗留利的帕爾馬諾瓦。最寧靜的共和國（義大利語：Serenissima）帶來的明智統治和繁榮使陸地上的城市願意臣服。東部島嶼是威尼斯航運的有用港口。然而隨著奧斯曼帝國變得更加強大和侵略性，威尼斯經常處於守勢。奧斯曼帝國對東地中海的控制以及繞非洲和美洲通往亞洲的海上航線的發現對威尼斯經濟造成了削弱。
1797年，拿破崙入侵威尼斯共和國領土。最後一任威尼斯總督盧多維科·馬寧在巨大的壓力之下，被迫辭職並退休到弗留利帕薩里亞諾的別墅，這個有著千年曆史的共和國作為一個獨立國家消失了。事實證明，這在對威尼斯共和國有強烈同情心的大陸城市中非常不受歡迎。根據1797年10月17日簽署的《坎波福米奧條約》，威尼斯的大陸部分被移交給神聖羅馬帝國的弗朗西斯二世，而西部地區則被併入法國支持的山南共和國。1801年，這片領土很快又歸還給拿破崙。

### 哈布斯堡时期
然後在1805年至1806年，它被拿破崙軍隊征服並納入意大利王國。1809年，該地區起義反抗法意統治，在第五次反法同盟戰爭期間支持前進的奧地利軍隊。這主要是一場農民起義，其組織性不如附近的安德烈亞斯·霍費爾的起義，而城市國民警衛隊則站在法意一邊作戰。1814年至1815年維也納會議之後，威尼斯成為倫巴第-威尼斯王國的東半部，倫巴第-威尼斯王國則奧地利帝國的一個獨立王國而存在。
1848年意大利第一次獨立戰爭期間，威尼斯起義反抗奧地利中央政府，成立了持續17個月的聖馬可共和國。它要求併入撒丁王國，組成一個對抗奧地利的意大利聯盟，然後在其旗幟上使用意大利三色旗，但是在其他意大利國家退出戰爭（1848年5月）和撒丁王國投降（1848年8月），威尼斯孤立無援。1849年8月24日威尼斯之圍結束時，它被迫投降。
奧地利帝國政府在上層和中產階級中不受歡迎，因為梅特涅的反自由主義政治在1848年之後被弗朗茨·約瑟夫轉變為新專制主義，並且沒有給予倫巴多-威尼斯任何真正的自治權（它被認為不是一個傀儡國家）。與此同時，它的高效和真实的行政管理受到讚賞，特別是在下層階級中，1848年至1849年之後沒有出現反對奧地利統治的反抗。

### 統一後的意大利
威尼斯一直處於奧地利哈布斯堡王室的控制之下，直到1866年普奧戰爭爆發，當時意大利王國加入了普魯士一方，並被許諾加入威尼斯以換取其援助。奧地利提出將威尼斯出售給意大利，但意大利人拒絕了，認為這是一種不光彩的行為。這引發了奧地利的另一場南線戰爭，即第三次意大利獨立戰爭。
由於普魯士在波西米亞的正面戰場完敗奧軍，奧地利不得不簽訂《維也納條約》，承諾將該地區割讓給中立的法國，再由拿破崙三世轉交給義大利。奧地利人離開後，法國人於10月20日將其割讓給意大利。10月21日至22日舉行了公投，只有30%的成年人按照當時的慣例投票，並且是在政府壓力下進行的，並批准了移交。意大利獲得了99.99%的多數票。在法西斯時代，由於民族主義政策，威尼斯語與其他當地語言一樣，在公共場所被禁止。
由於經濟發展不平衡，許多人陷入貧困，19世紀和20世紀上半葉成為移民的時期。數百萬威尼斯人離開家園和祖國，到世界其他地方尋找機會。許多人在南美洲定居，尤其是巴西；其他國家則位於澳大利亞、加拿大和美國。第二次世界大戰後，許多威尼斯人移民到西歐國家。在許多這樣的地方，他們的後代仍然使用他們祖先的威尼斯方言。
那些留在威尼託的人將經歷兩次世界大戰的動盪。1915年，意大利在擺脫與德意志帝國和奧匈帝國的聯盟後，加入法國和英國阵营參加第一次世界大戰。威尼托成為主要戰場。1917年11月意大利人在卡波雷托遭受慘敗後，奧匈帝國和德國聯軍幾乎毫無阻礙地穿過威尼托向威尼斯推進，直到到達皮亞韋河。皮亞韋河之戰阻止了他們的軍隊進一步前進，並在皮亞韋傳奇舉行了慶祝活動。1918年10月24日至11月3日期間，意大利發動了決定性的維托里奧·威尼托戰役。這場戰鬥的結果確保了意大利的勝利。結束第一次世界大戰中意大利和奧匈帝國之間戰爭的《朱斯蒂別墅停戰協定》是在帕多瓦附近的朱斯蒂別墅簽署的。
1943年至1945年間，威尼托屬於意大利社會共和國，而貝盧諾省則屬於阿爾卑斯山麓戰區的一部分。第二次世界大戰期間，該地區的許多城鎮遭到盟軍的轟炸。受災最嚴重的是特雷維索和維琴察，以及馬格拉周圍的工業區。

## 人口
該地區約有480萬居民，威尼托是意大利人口第五大地區。威尼托是意大利地區人口密度最高的地區之一（2008年每平方公里有265名居民）。在帕多瓦、威尼斯和特雷維索省尤其如此，每平方公里的居民超過300人。貝盧諾是人口密度最低的省份，每平方公里有57名居民。
與意大利北部和中部的其他地區一樣，儘管有一定的時間滯後，威尼託也經歷了生育率急劇下降導致人口增長非常緩慢的階段。迄今為止，總人口一直在增加（儘管增幅很小），這是由於20多年來該地區較貧困地區出現大規模外流，淨移民開始於20世紀80年代末。

### 種族
1861年至1961年間，近300萬威尼斯人為了擺脫貧困而離開自己的國家。許多人移民到巴西和阿根廷。第二次世界大戰後，他們移居歐洲其他國家。2008年，有260,849名威尼斯公民居住在意大利境外（佔該地區人口的5.4%），其中數量最多的是巴西，有57,052名威尼斯人，其次是瑞士，有38,320名，阿根廷有31,823名。世界各地有數百萬威尼斯人後裔，特別是在巴西的南里奧格蘭德州、聖卡塔琳娜州和巴拉那州。巴西南部的當地名稱，如新斯基奧、新巴薩諾、新布雷西亞、新特雷維索、新韋內扎（新威尼斯）、新帕多瓦和蒙特貝里科表明了其居民的威尼斯血統。近年來，來自巴西和阿根廷的威尼斯人後裔不斷移民到意大利。
由於過去二十年的經濟增長，威尼托已成為移民之地，自20世紀90年代以來吸引了越來越多的移民。2008年，意大利國家統計研究所ISTAT估計，有403,985名外國出生的移民居住在威尼托，相當於該地區總人口的8.3%。

### 宗教
威尼託在羅馬統治期間皈依基督教。 該地區尊崇公元 2 世紀的主教聖赫馬戈拉斯 (St. Hermagoras) 和他的執事聖福圖納圖斯（St. Fortunatus）為主保聖人，他們都是阿奎萊亞人和殉道者殉道者。 阿奎萊亞成為威尼斯的大都市區。 阿奎萊亞有自己的禮拜儀式，威尼托各教區都使用這些儀式，直到中世紀後期羅馬儀式取代了阿奎萊亞儀式。 到了六世紀，阿奎萊亞的主教聲稱擁有族長的頭銜。 君士坦丁堡第二次大公會議（553）導致了一場分裂，其中阿奎萊亞、利古里亞、艾米利亞、米蘭和伊斯特拉半島的主教都拒絕譴責導致威尼托教會斷絕與羅馬教會共融的三章。568 年異教徒的倫巴第人的入侵只是延長了分裂，直到 606 年，最後 699 年帕維亞主教會議最終結束了分裂。
2004年，超過95%的人口自稱是羅馬天主教徒。 威尼托地區與弗留利地區和特倫蒂諾-上阿迪傑/南蒂羅爾地區一起組成了威尼斯宗主教區管轄下的特里韋內托（ Triveneto ）教會地區。 威尼斯宗主教區是一個教會地區的總教區和都主教區，其中包括亞德里亞-羅維戈、貝盧諾-費爾特雷、基奧賈、康科迪亞-波代諾內、帕多瓦、特雷維索、維羅納、維琴察和維托里奧·威尼託的附屬主教教區。
1457 年 10 月 8 日，當阿奎萊亞宗主教區的繼承者格拉多宗主教區被鎮壓時，威尼斯總教區被教皇提升為名譽宗主教區。 威尼斯的第一任族長是朱斯蒂尼亞尼家族的貴族聖勞倫斯。
歷史上，威尼托出身點三位樞機朱塞佩·薩托（Giuseppe Sarto）、安吉洛·龍卡利（Angelo Roncalli）和阿爾比諾·盧恰尼（Albino Luciani）分別被選為教皇：庇護十世、約翰二十三世和約翰·保羅一世。 威尼斯宗主教區聲稱福音傳道者聖馬可為其贊助人。 這位以帶翼獅子為像徵的聖人已成為威尼斯共和國的典型象徵，並且仍然出現在許多公民標誌上。

## 经济
在奧地利統治下，威尼託以農業為基礎的經濟遭受重創，導致威尼斯人大規模移民。但是自20世紀70年代以來，得益於所謂的“威尼托發展模式”，該地區取得了令人印象深刻的發展，該模式的特點是傳統經濟部門強大的出口導向型創業精神（2019年出口額為644.7億歐元）和緊密的社會關係凝聚力使其成為GDP總量（1,664億歐元）第三富裕地區，僅次於倫巴第和拉齊奧。
地理和歷史事件決定了該地區目前的社會經濟結構，以東西向的寬闊地帶為中心。與波河三角洲和山區相比，平原和阿爾卑斯山麓地區是最發達的地區，但貝盧諾周邊地區除外。這就是為什麼阿爾卑斯山和羅維戈省比其他地區更容易受到人口下降和老齡化趨勢的影響。
历史GDP：
|                       | 2000      | 2001      | 2002      | 2003      | 2004      | 2005      | 2006      | 2015    |
| --------------------- | --------- | --------- | --------- | --------- | --------- | --------- | --------- | ------- |
| 地区生产总值（百万€） | 111,713.5 | 116,334.1 | 118,886.3 | 124,277.6 | 130,715.9 | 133,488.0 | 138,993.5 | 166,400 |
| 人均GDP（PPP，€)      | 24,842.9  | 25,742.2  | 26,108.2  | 26,957.1  | 27,982.2  | 28,286.7  | 29,225.5  | 33,500  |

产业结构：
| 经济活动        | GDP（百万） | 百分比，本区域 | 百分比，意大利 |
| --------------- | ----------- | -------------- | -------------- |
| 第一产业        | €2,303.3    | 1.66%          | 1.84%          |
| 第二产业        | €34,673.6   | 24.95%         | 18.30%         |
| 建筑            | €8,607.7    | 6.19%          | 5.41%          |
| 第三产业        | €28,865.8   | 20.77%         | 20.54%         |
| 京津金融业      | €31,499.4   | 22.66%         | 24.17%         |
| 其他服务业      | €19,517.2   | 14.04%         | 18.97%         |
| 附加税          | €13,526.4   | 9.73%          | 10.76%         |
| 威尼托2020年GDP | €1630亿     |                |                |

2020年失業率為5.8%，低於全國平均水平。然而威尼托和利古里亞是2017年至2018年間唯一失業率上升的北部地區。
| 年份   | 2006 | 2007 | 2008 | 2009 | 2010 | 2011 | 2012 | 2013 | 2014 | 2015 | 2016 | 2017 | 2018 | 2019 | 2020 |
| ------ | ---- | ---- | ---- | ---- | ---- | ---- | ---- | ---- | ---- | ---- | ---- | ---- | ---- | ---- | ---- |
| 失业率 | 4.1% | 3.4% | 3.4% | 4.7% | 5.7% | 4.9% | 6.4% | 7.6% | 7.5% | 7.1% | 6.8% | 6.3% | 6.4% | 5.7% | 5.8% |

## 旅游

### 城市
- 威尼斯：威尼斯及其潟湖被聯合國教科文組織列為世界遺產。
- 帕多瓦：又稱“聖城”；帕多瓦奧爾托植物園及其十四世紀壁畫被列入聯合國教科文組織世界遺產名錄。
- 維羅納：莎士比亞笔下羅密歐與朱麗葉的城市。維羅納已被聯合國教科文組織列為世界遺產。
- 維琴察：與許多帕拉第奧別墅一起被列入聯合國教科文組織世界遺產名錄。
- 貝盧諾：多洛米蒂山脈的首府。
- 蒙塔尼亞納：帕多瓦省的一個市鎮，擁有保存完好的中世紀城牆。
- 巴薩諾德爾格拉帕：及其位於布倫塔河畔的阿爾皮尼橋，由安德里亞·帕拉迪奧於1569年設計。
- 马洛斯缇卡：“國際象棋比賽”是該鎮最重要的活動，於9月的第二個週末舉行，有超過550名參與者參加，持續兩個小時。
- 阿索洛：被譽為“特雷維索省的明珠”，也被稱為“百視野之城”。
- 埃斯特：埃斯特家族一直控制著這座城市，直到1240年他們將首都遷至費拉拉。
- 阿爾夸彼得拉爾卡：這個位於山上的村莊擁有弗朗切斯科·佩特拉卡的墳墓和房屋，他是14世紀意大利最重要的詩人之一。

城市風貌
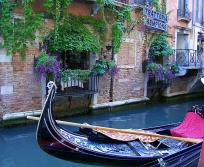
威尼斯
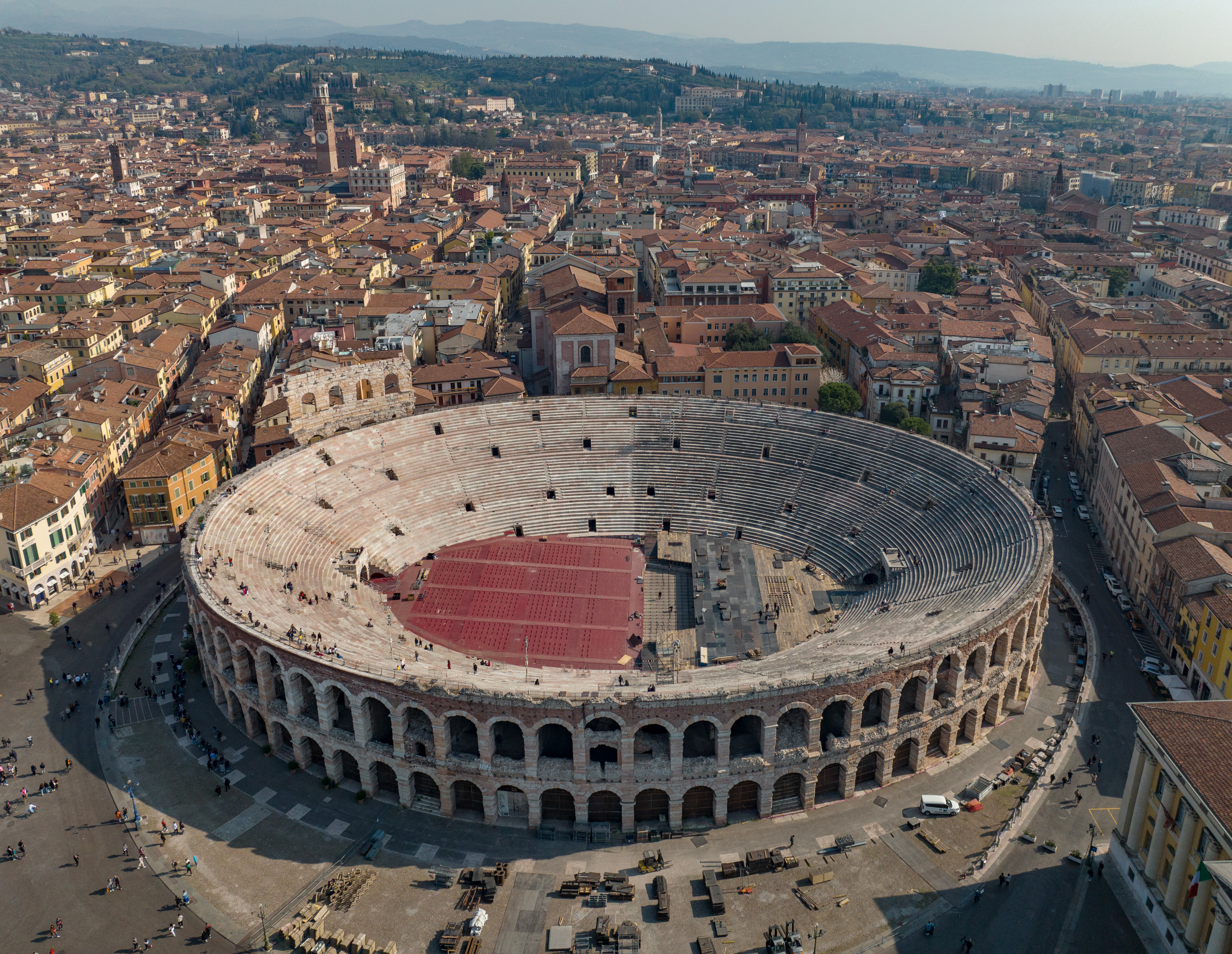
維羅納
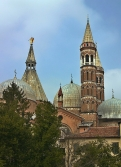
帕多瓦
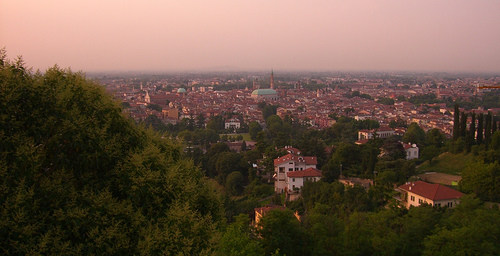
維琴察
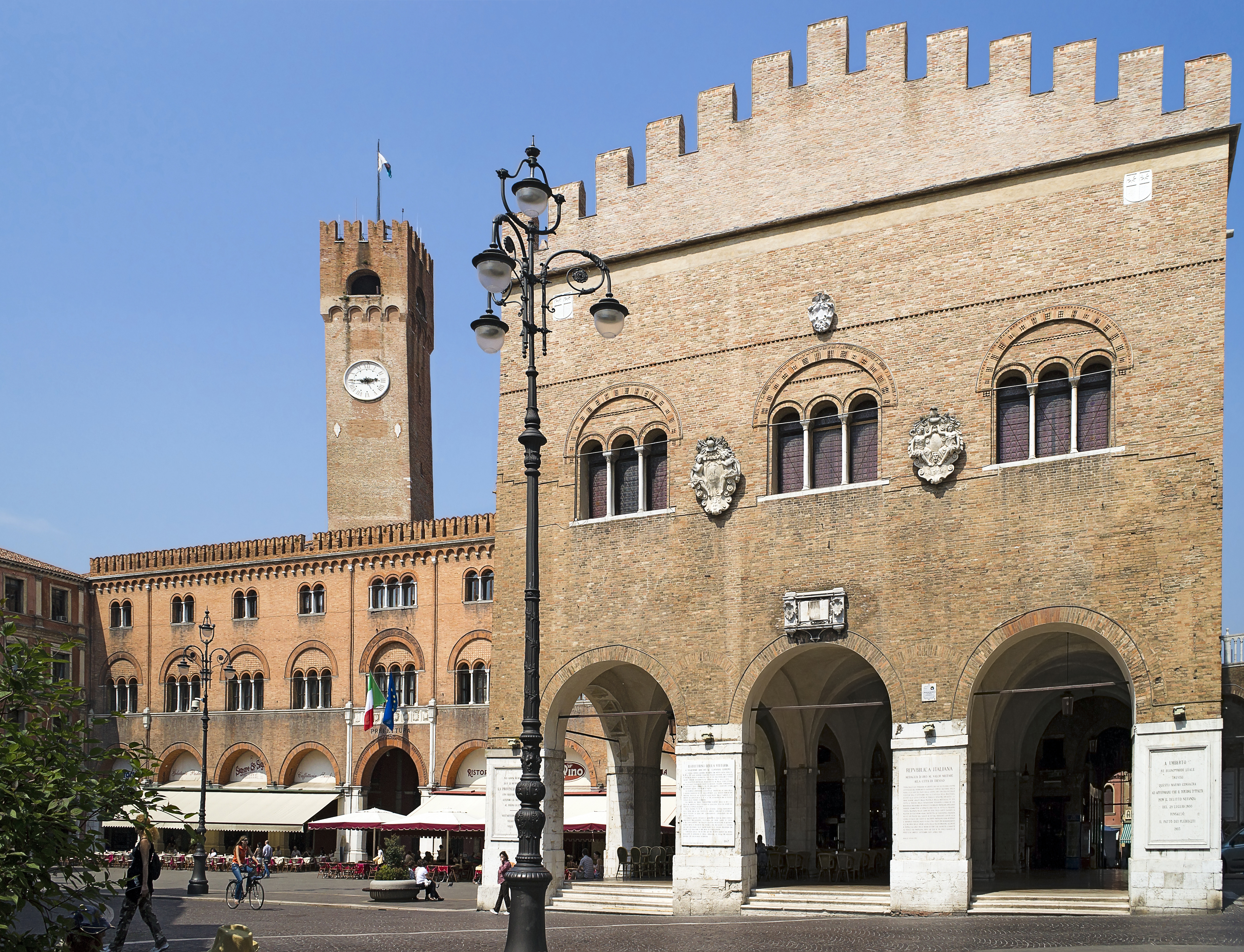
特雷維索
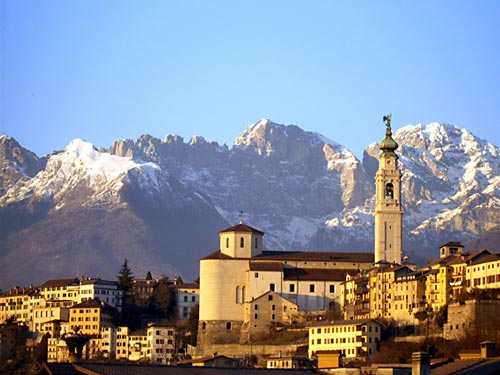
貝盧諾
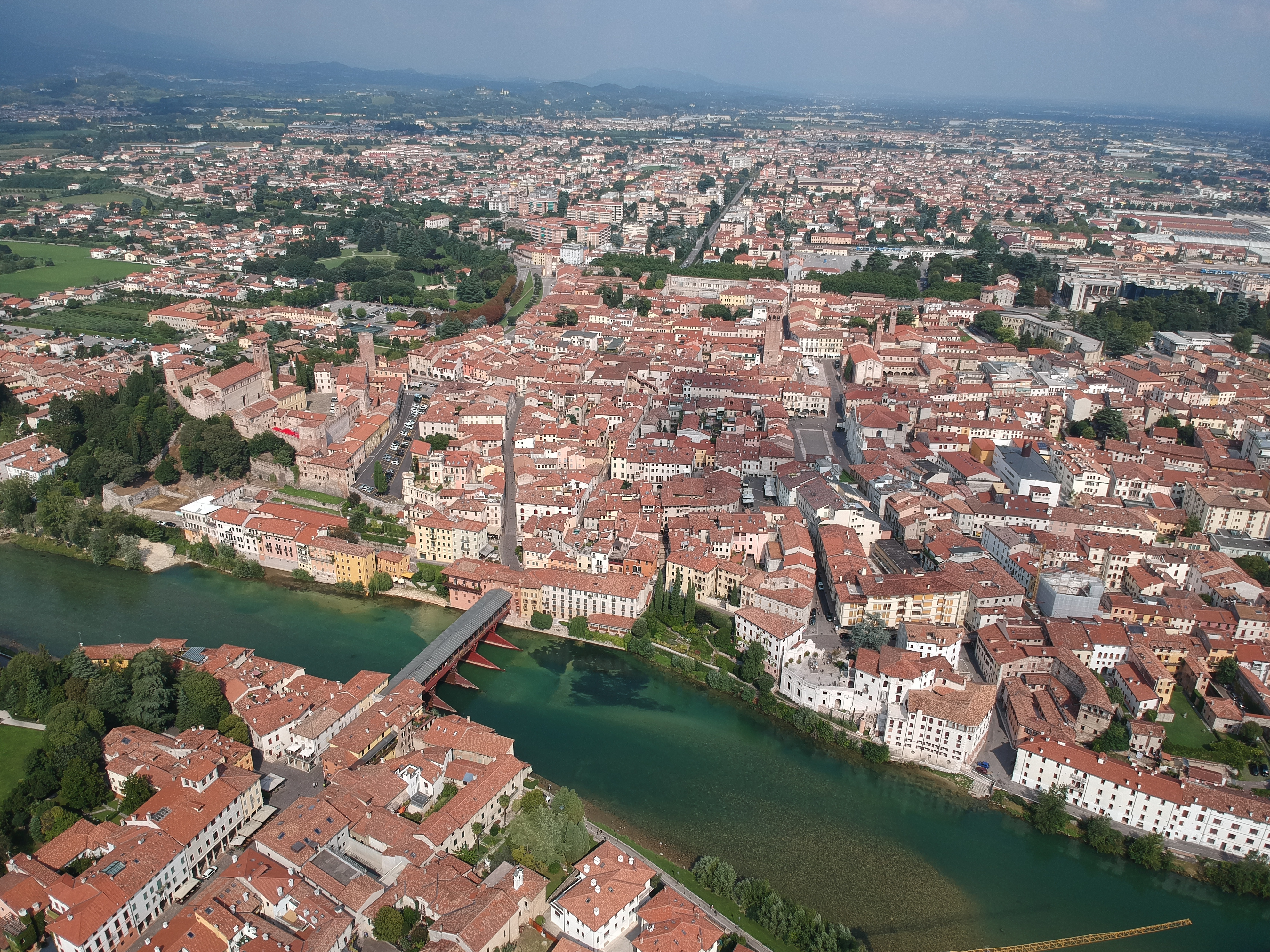
巴薩諾-德爾格拉帕

### 山脉
科爾蒂納丹佩佐位於貝盧諾省，與奧地利的基茨比厄爾和瑞士的聖莫里茨齊名，是歐洲最獨特的山脉观光區之一。這裡是1956年冬季奧運會的舉辦地，並將於2026年與米蘭一起再次承办冬季奥运会。北邊是拉瓦雷多特雷西姆，據說是意大利多洛米蒂山脈的象徵。值得参观的山峰和山城有：
- 奧龍佐位
- 利維納隆戈-德爾科爾迪拉納
- 蒙特洛佐
- 蒙特里科

其他具有里程碑意義的地方還有：
- 帕隆峰
- 阿夏戈，前往它的道路共有4444級台階，是世界上向公眾開放的最長樓梯。

山区景观
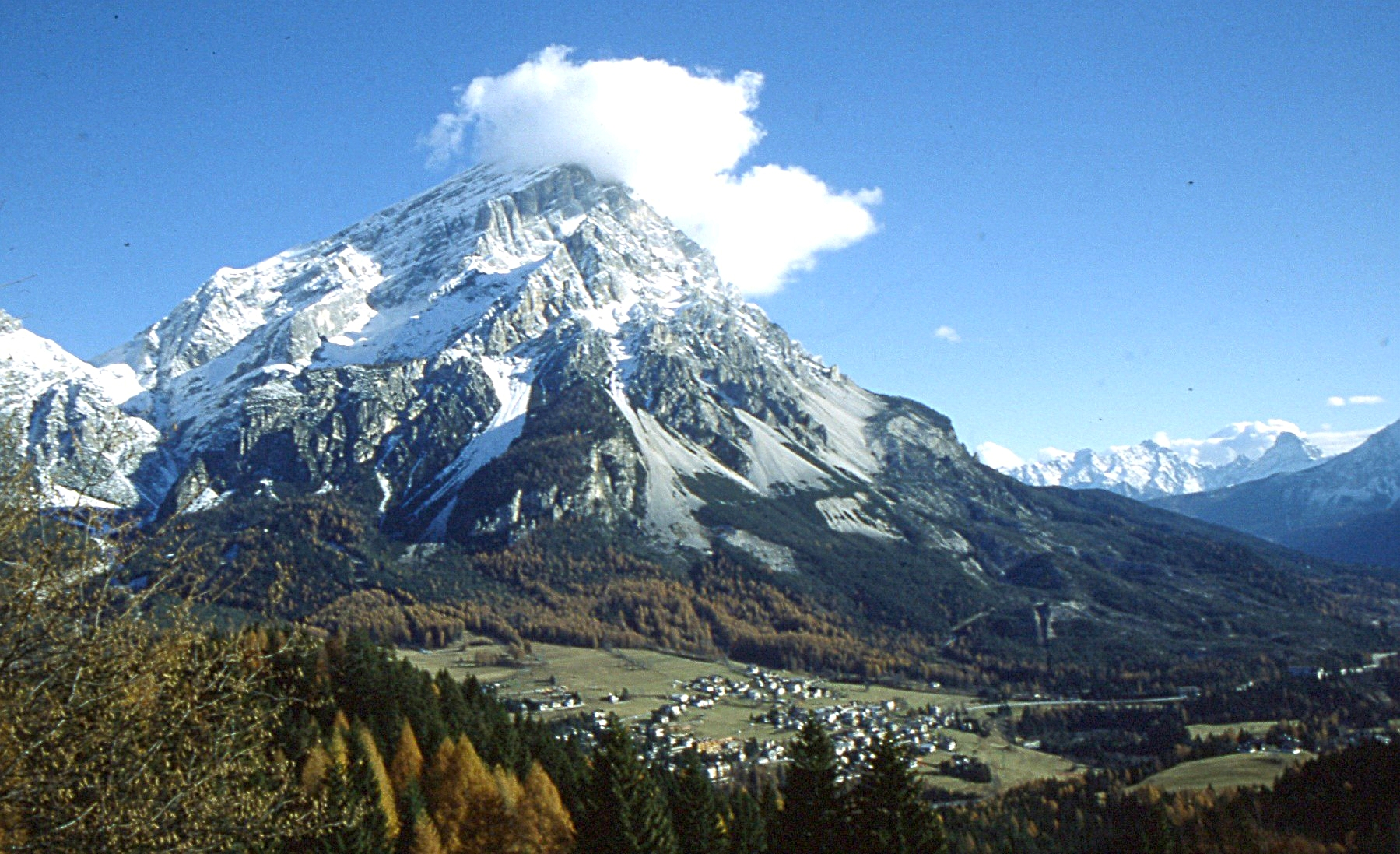
安泰勞山
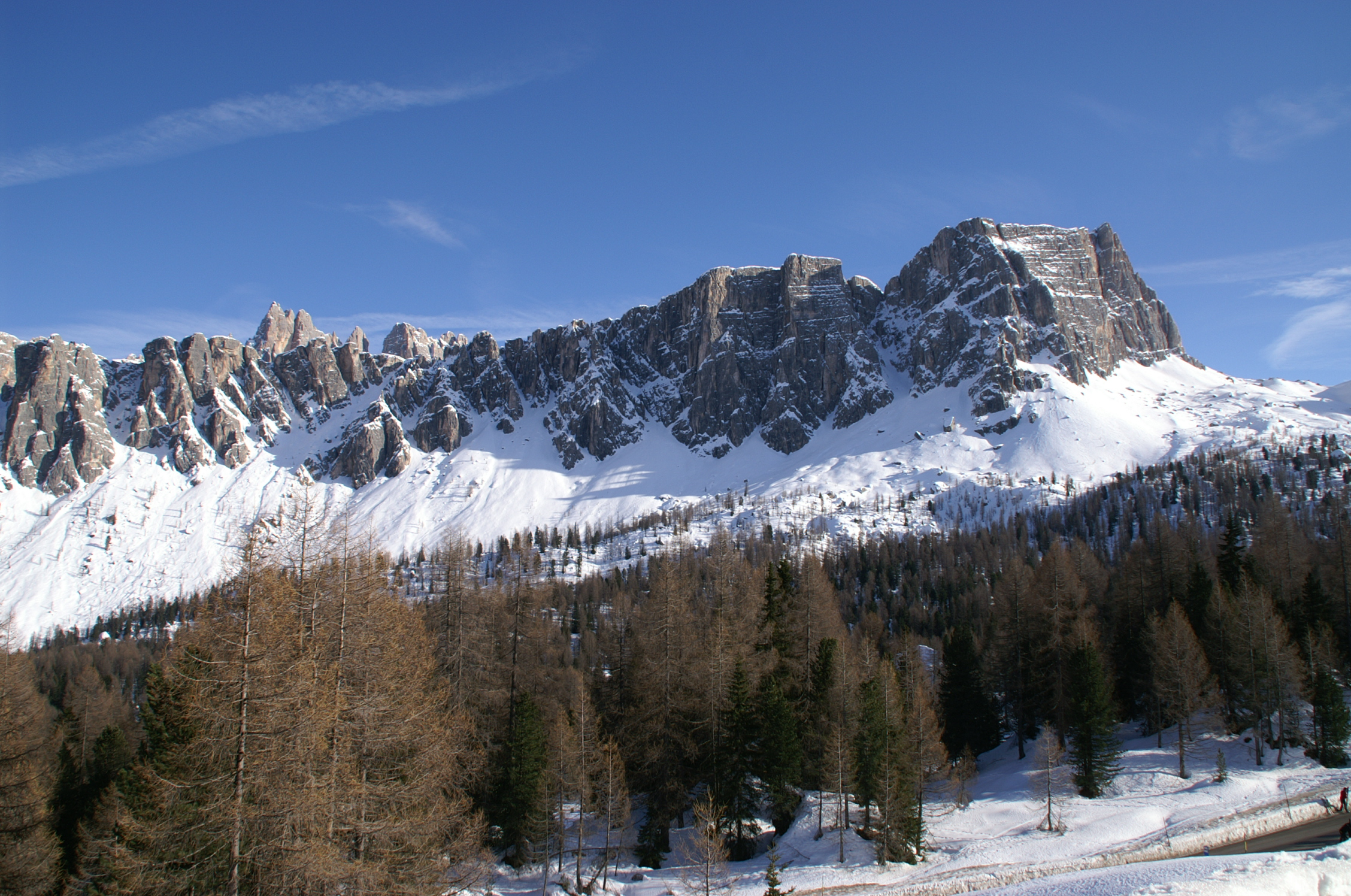
Lastoi de Forming
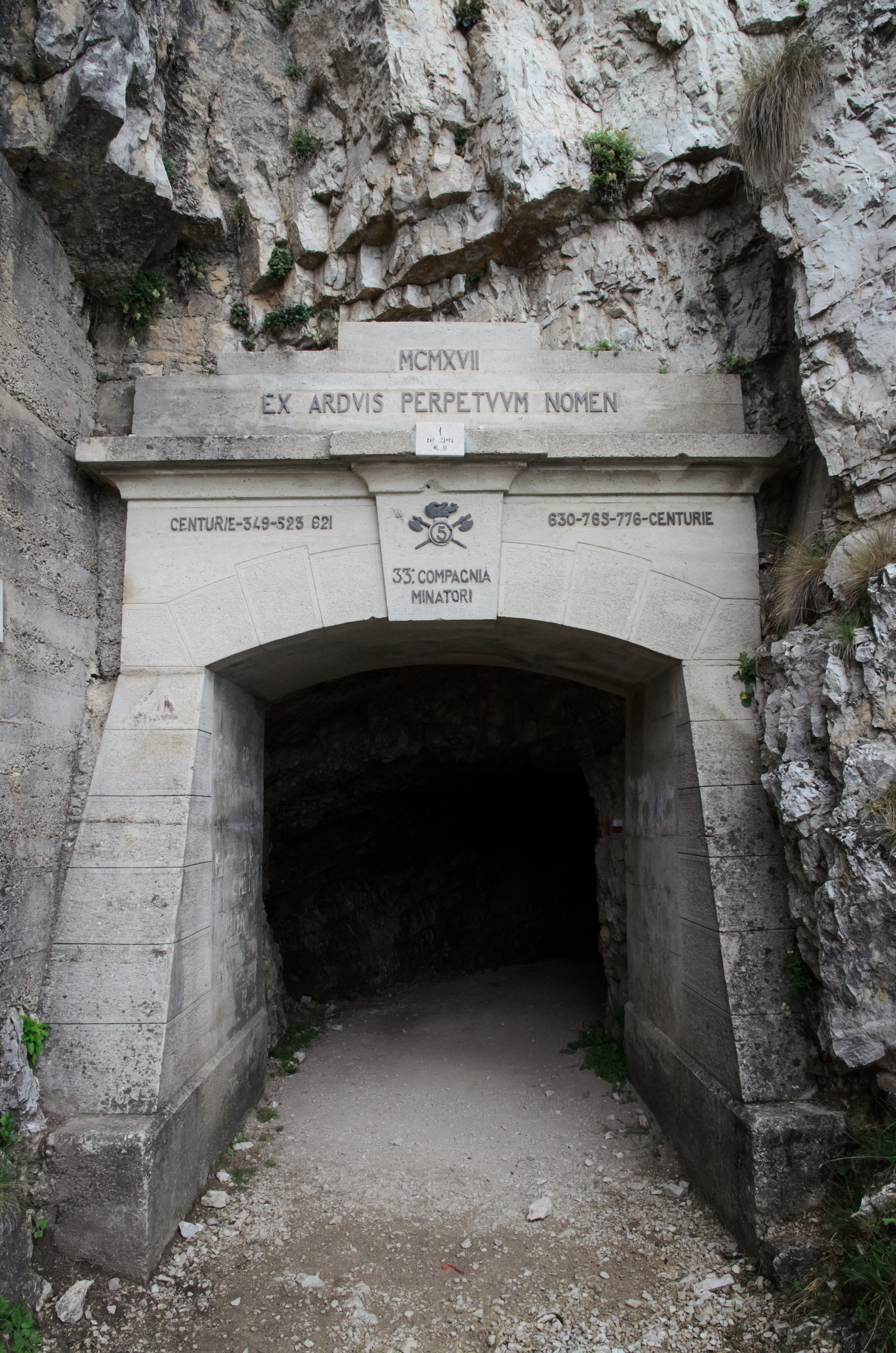
帕隆峰隧道
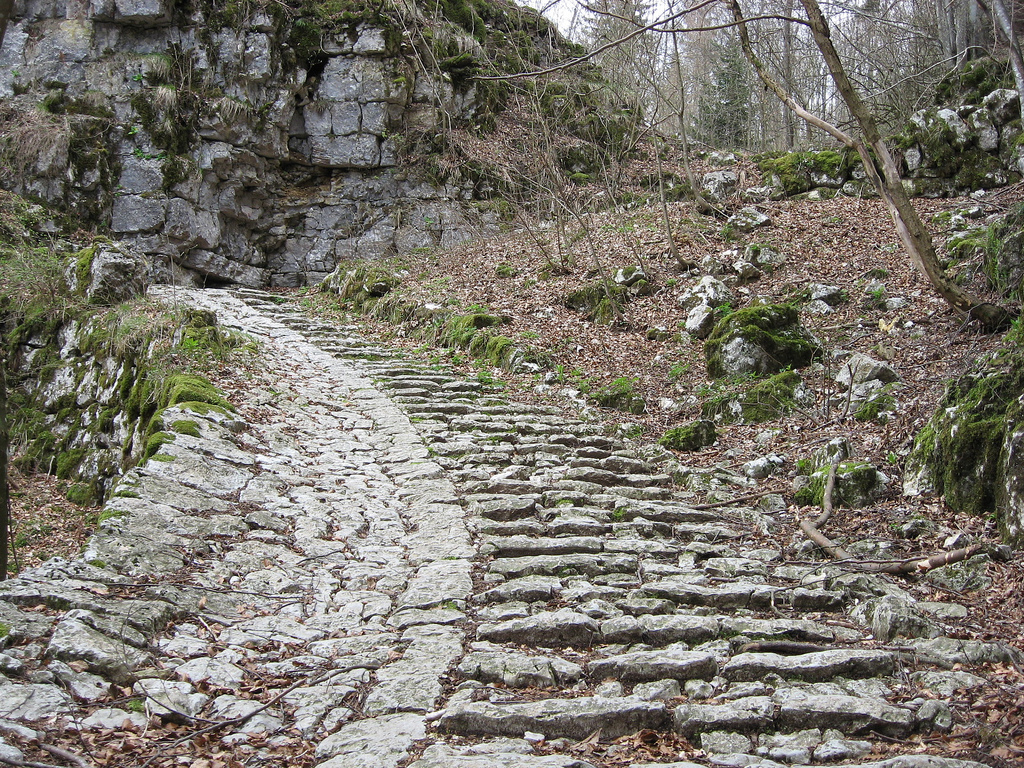
阿夏戈台阶
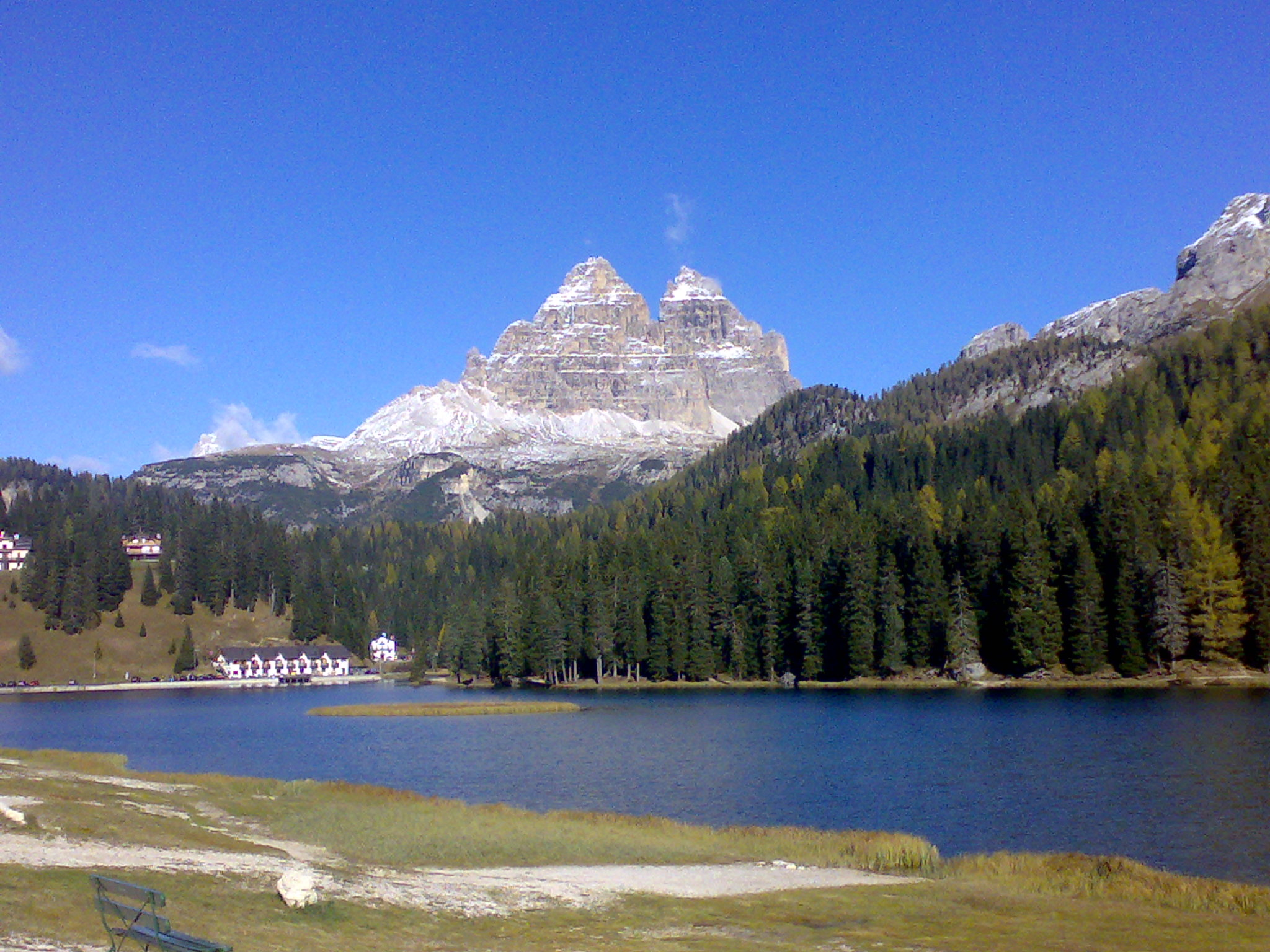
三峰山

### 海洋
- 威尼斯的麗都島是一個長達11公里的沙洲，每年夏天都有許多遊客前來參觀。
- 耶索洛是亞得里亞海沿岸最重要的海濱度假勝地之一，距離威尼斯僅幾公里，每年為超過450萬遊客提供住宿。
- 卡奧萊經常因意大利最乾淨的海灘之一而獲獎。阿爾巴雷拉島是麗都島的一個私人島嶼。阿爾貝羅尼海灘位於自然保護區內。

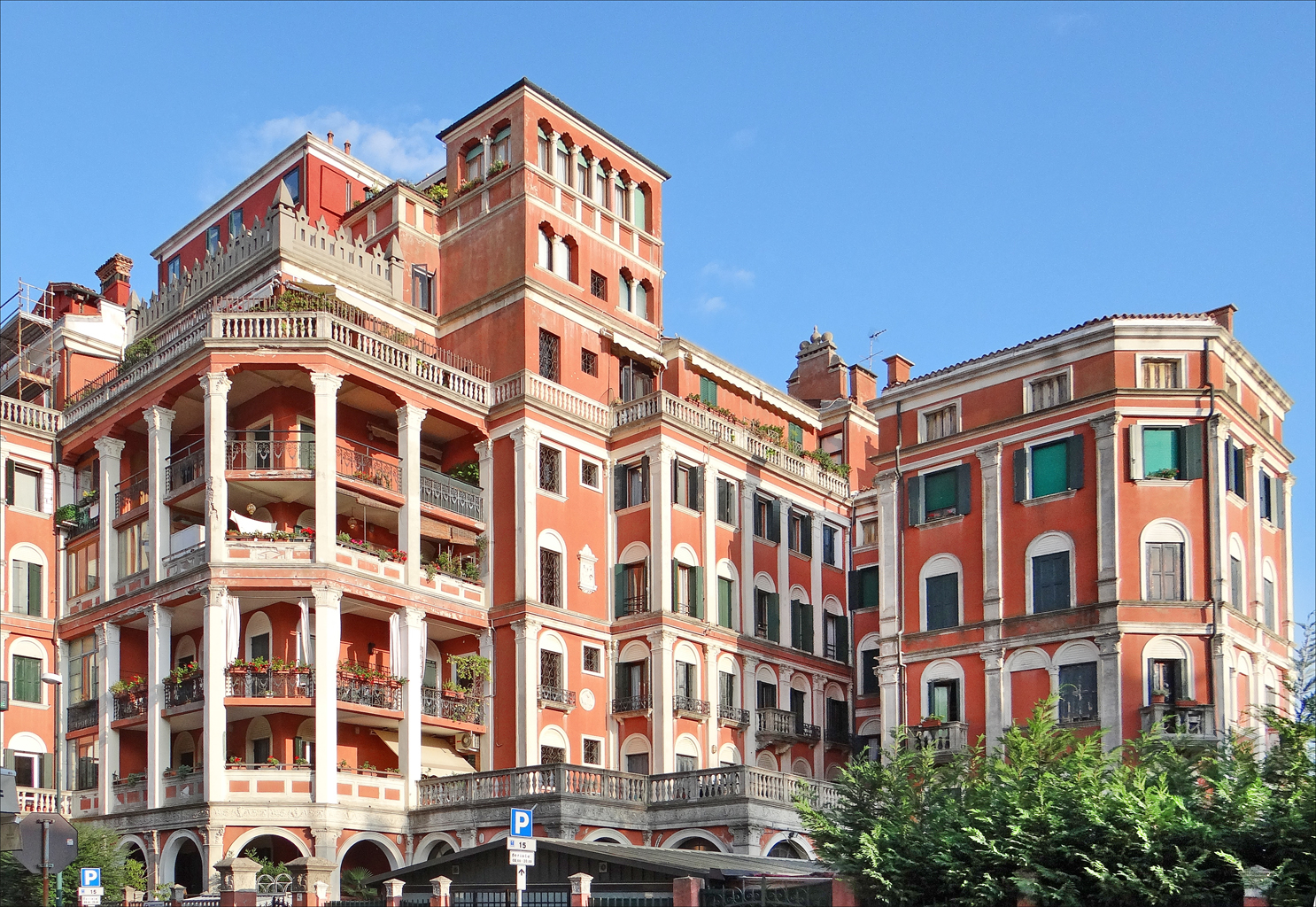
利多岛上的酒店
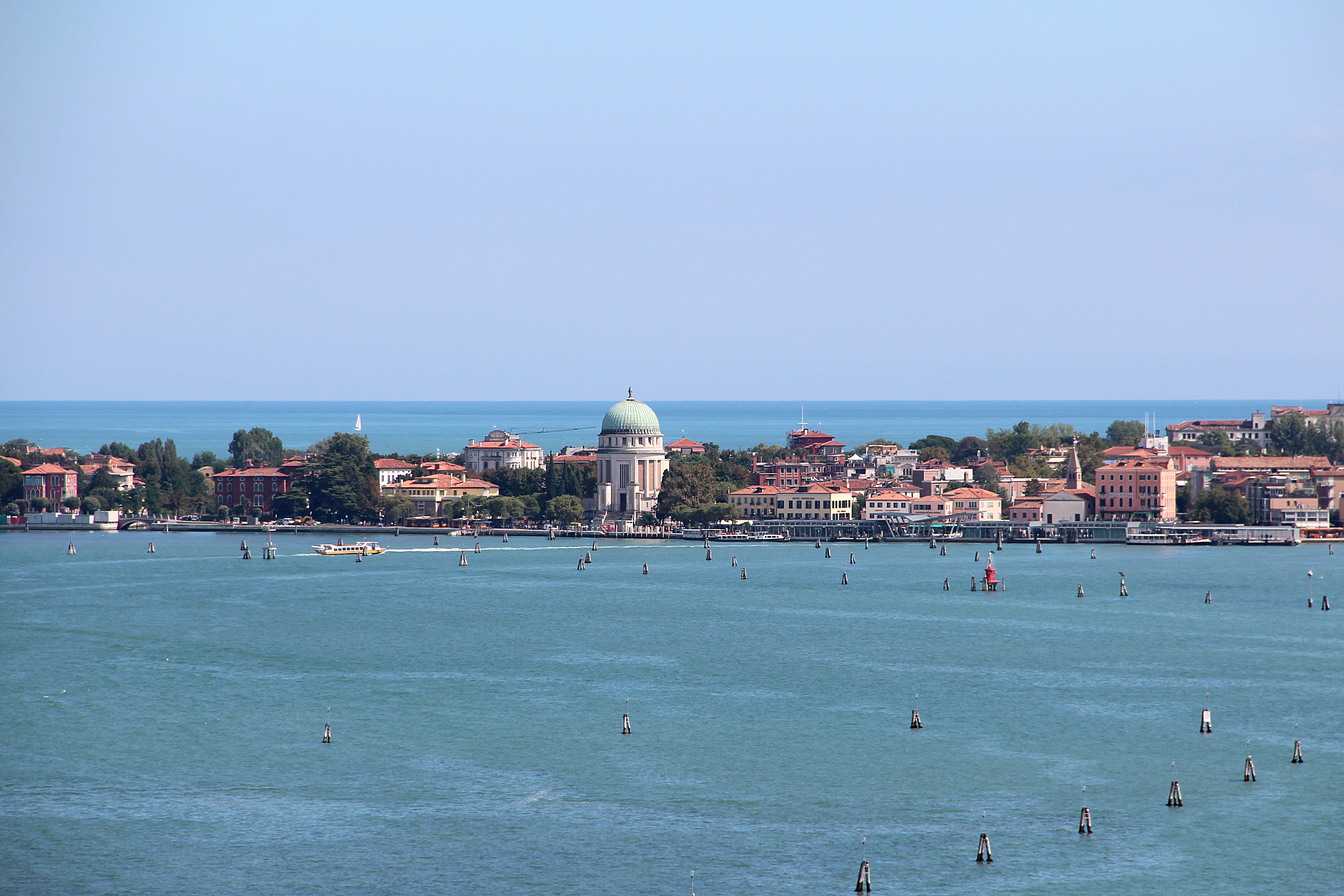
利多岛
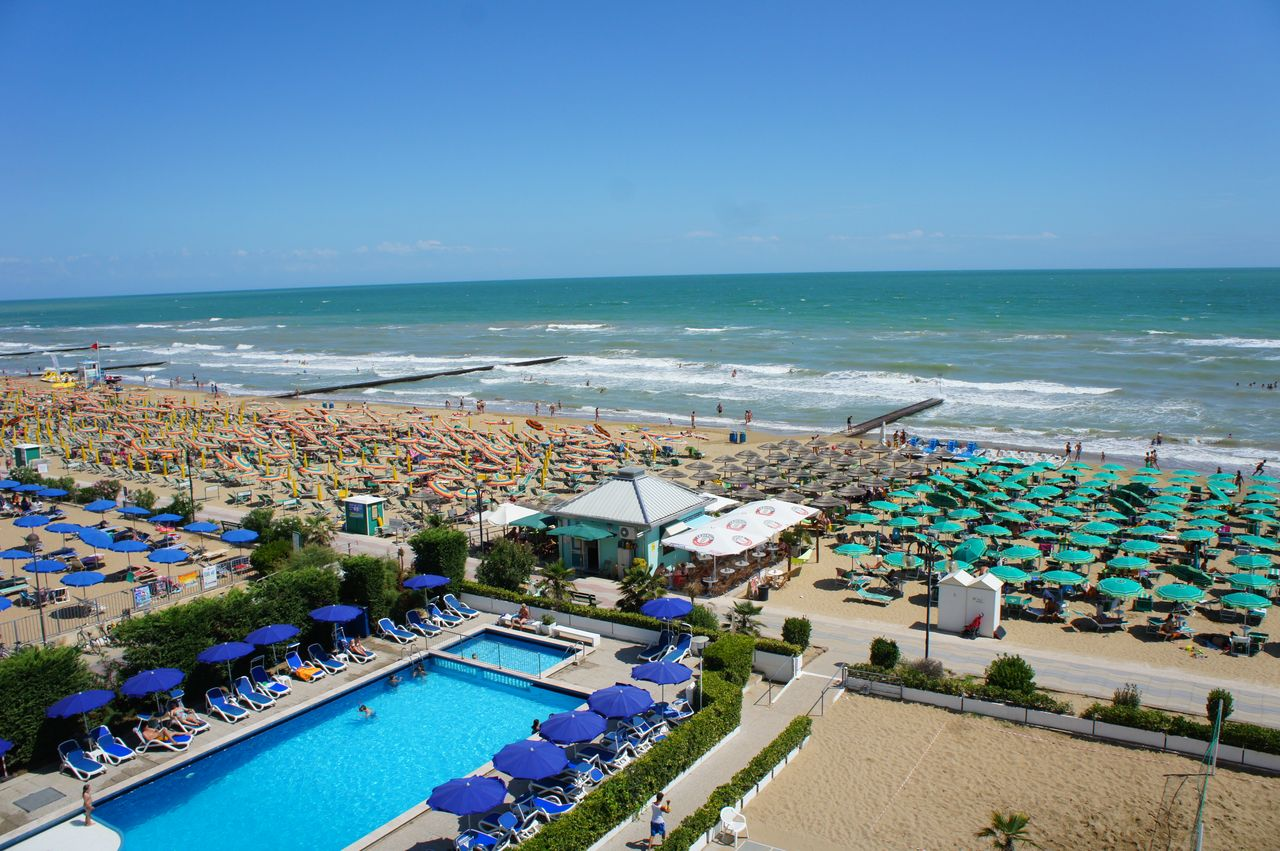
耶索洛
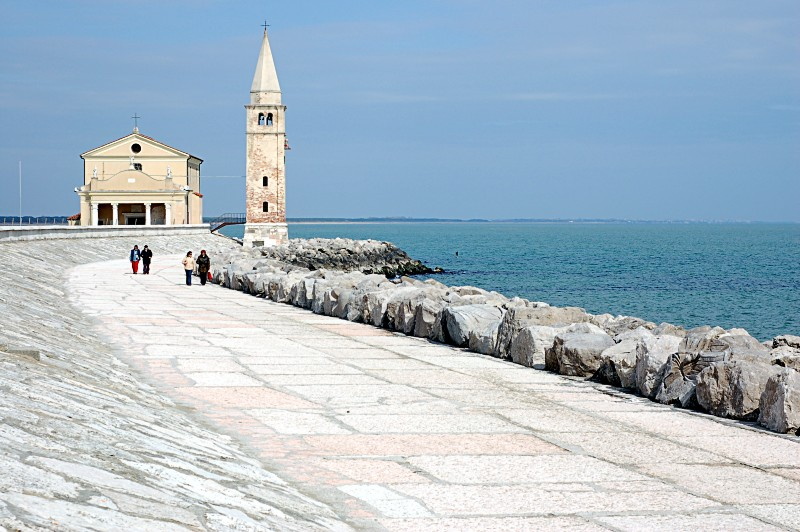
卡奧萊的教堂
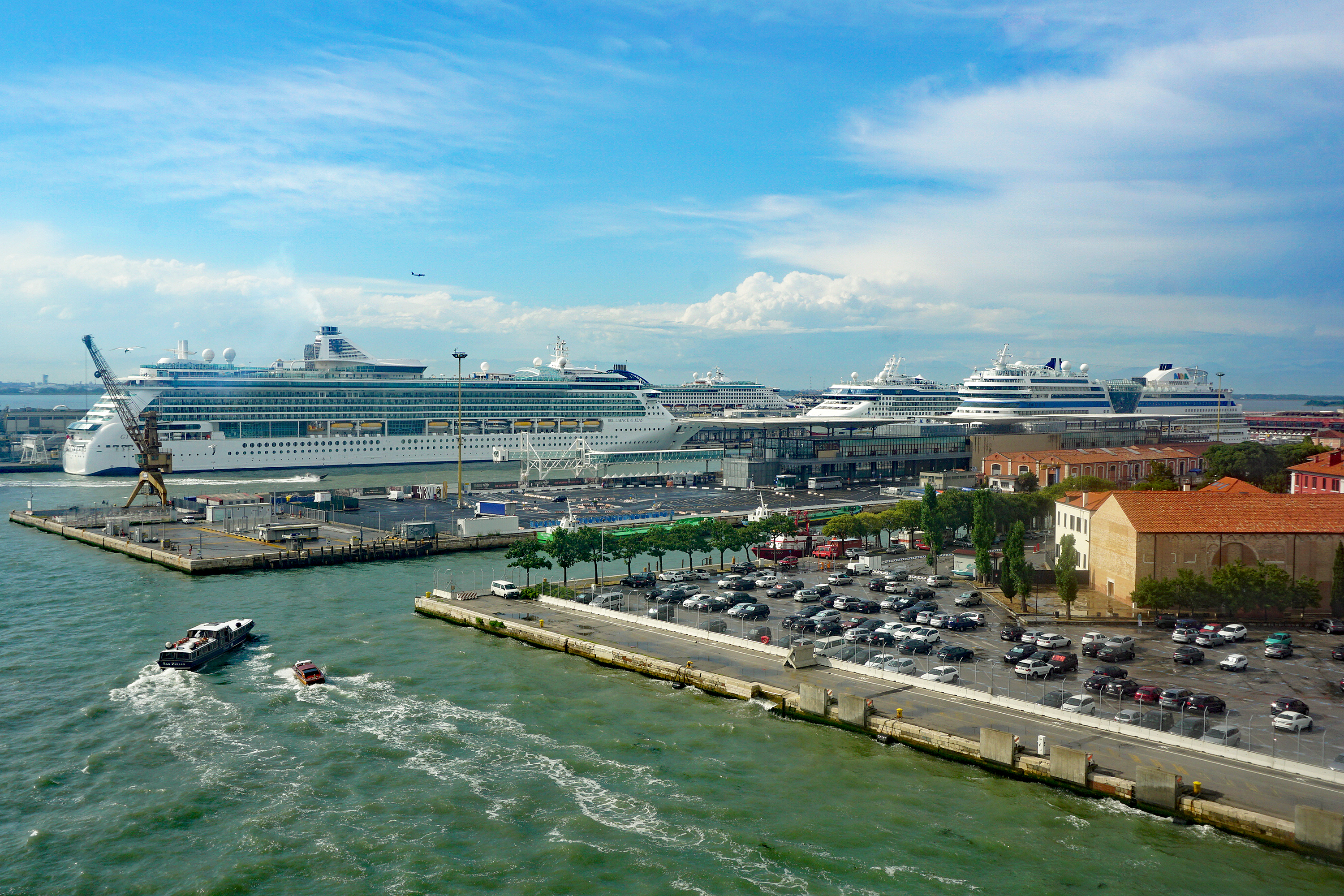
威尼斯港是世界上最大的邮轮港之一

### 世界遗产
由于其出众的自然、人文景观，威尼托大区一区便有10项景区贝被登入世界文化遗产名录，若单列为国家排名，其数量可排世界第30位。
| 名称                                                      | 图像                                             | 入选年份 | 教科文数据                           | 简介 |
| --------------------------------------------------------- | ------------------------------------------------ | -------- | ------------------------------------ | --- |
| 威尼斯及其潟湖                                            |                                                  | 1987年   | 394； 文(i),(ii),(iii),(iv),(v),(vi) | 威尼斯市始建于5世纪，在10世纪成为当时最主要的海上力量，即威尼斯共和国。它建在潟湖中的100多个岛屿上，拥有圣马可大教堂、总督宫以及众多教堂和桥梁等古迹。即使在政治力量衰落之后，威尼斯在艺术领域仍然具有影响力，贝里尼、乔尔乔内、提香、丁托列托、委罗内塞和提埃坡罗等画家的作品都在城中有所体现。威尼斯还与13世纪的探险家马可·波罗相关联。                                                                            |
| 維琴察城和威尼托的帕拉第奧式別墅                          |                                                  | 1994年   | 712； 文(i),(ii)                     | 16世纪的威尼斯共和国时期，建筑师安德烈亚·帕拉弟奥（1508-1580年）在维琴察城和周边的威尼托地区建造了几座别墅。他的设计对意大利的建筑发展产生了决定性影响，启发了帕拉第奥风格。该遗产最初于1994年被列为“维琴察，帕拉第奥之城”（Vicenza, City of Palladio），1996年该遗产的范围扩大到包括该地区的22个别墅。图为基埃里卡提别墅。 |
| 帕多瓦植物园                                              |                                                  | 1997年   | 824； 文(ii),(iii)                   | 帕多瓦植物园始建于1545年，是世界上第一个大学植物园。几个世纪以来，它一直是科学研究的中心，同时也是其他花园的模板。该植物园于18世纪进行了翻修，但仍保留了其原有的布局。 |
| 维罗纳城                                                  |                                                  | 2000年   | 797rev； 文(ii),(iv)                 | 维罗纳古城建于公元前1世纪的罗马帝国时期，在2000多年的时间里不断发展，至今保存有罗马帝国时代、中世纪以及文艺复兴时期的许多文化古迹，如圆形竞技场、狮子门、哥特式的Arche scaligere，以及一些广场和宫殿。 |
| 多洛米蒂山脉                                              |                                                  | 2009年   | 1237rev； 自(vii),(viii)             | 该遗产包括意大利阿尔卑斯山北部的山脉多洛米蒂山脉的九个区域，有18座海拔3,000米（9,800英尺）以上的山峰。山间的景观包括峭壁的岩石、垂直的山壁、狭长的山谷。地质学方面，该地有出土三叠纪的海洋生物化石。图为马尔莫拉达山。 |
| 喀尔巴阡山脉和欧洲其他地区的原始山毛榉林*                 | 图片的后方是一片被白雪覆盖的山地，前方是一片森林 | 2007年   | 1133ter； 自(ix)                     | 原始山毛榉林为了解欧洲山毛榉（Fagus sylvatica）在过去一百万年的历史和演变提供了重要资源，展现了冰川时期过后欧洲山毛榉在没有人类干扰下的情况下，从阿尔卑斯山、喀尔巴阡山脉、狄那里克阿尔卑斯山脉、地中海、比利牛斯山个别孤立地点逐渐扩张的过程。该遗址于2007年在斯洛伐克和乌克兰首次被列入世界遗产。遗产的边界在2011年、2017年和2021年进行了扩大，如今囊括18国的山毛榉林。意大利的13个森林于2017年和2021年被列入。图为Val Fondillo。 |
| 阿尔卑斯地区史前湖岸木桩建筑*                             |                                                  | 2011年   | 1363； 文(iv),(v)                    | 该跨国遗产（与奥地利、法国、德国、斯洛文尼亚和瑞士共有）包含111个小型独立遗址，其中19个遗址位于意大利。该遗址是公元前5000年至公元前500年左右在阿尔卑斯山区内、外的湖边、河岸及湿地边缘建造的史前木桩建筑（又称干栏式建筑）定居点。该遗址含有关于新石器时代和青铜时代欧洲阿尔卑斯山地区人民的生活和贸易的丰富信息。                                                                                                   |
| 16至17世纪威尼斯共和国防御工事：陆地之国到西方的海洋之国* |                                                  | 2017年   | 1533； 文(iii),(iv)                  | 该遗产由意大利、克罗地亚和黑山的六座防御工事组成，横跨意大利伦巴第大区和亚得里亚海东海岸之间1000多公里（620英里）。这些防御工事（被称为allamoderna）的设计反映了火药被引入战争，导致了军事技术和建筑的重大转变。三个遗址位于意大利：帕尔马诺瓦的星形要塞（地图如图）以及贝尔加莫和加尔达渔村的防御工事。 |
| 科内利亚诺和瓦尔多比亚德内的普罗赛柯产地                  |                                                  | 2019年   | 1571rev； 文(v)                      | 科内利亚诺和瓦尔多比亚德内的典型文化景观是猪背岭，自17世纪以来，这些山丘已被梯田化并改建为葡萄园。该地区生产普罗赛柯葡萄酒。景观还包括森林、树篱、农场和村庄。 |
| 帕多瓦14世紀濕壁畫群                                      | 绘满壁画的小圣堂内部                             | 2021年   | 1623； 文(ii)                        | 该遗址由八个宗教及世俗建筑群组成，这里有乔托、瓜里恩托·达尔珀、Giusto de' Menabuoi、阿蒂吉耶罗·达·泽维奥、Jacopo d'Avanzi、雅各布·达韦罗纳等艺术家在1302年至1397年间绘制的湿壁画。这些壁画在描绘寓言叙事的方式上有所创新，并使用了新的透视技术。图为斯克羅威尼禮拜堂。 |

## 地圖

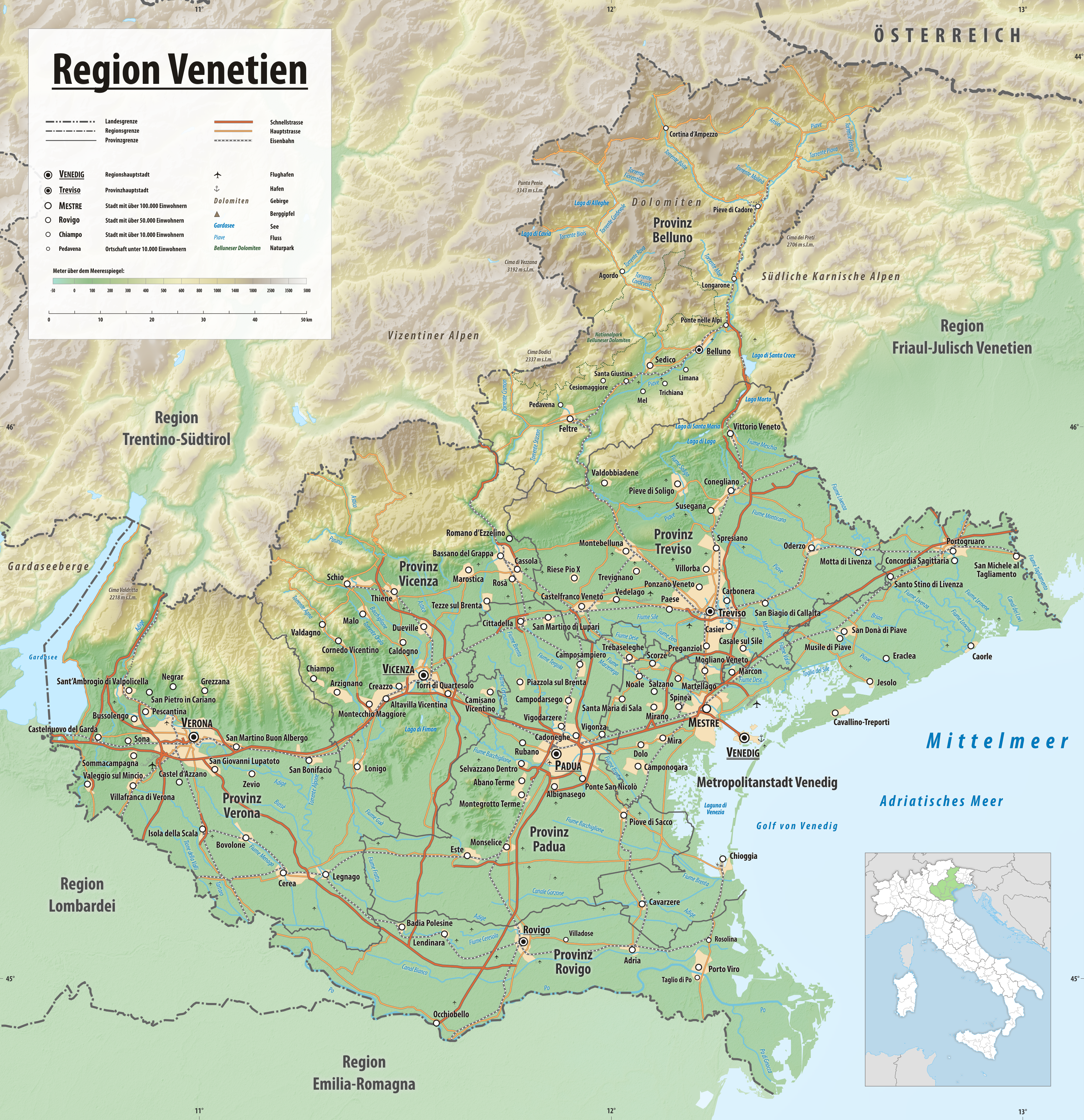
大區細節地圖